# Adolph Green
Adolph Green   (Bronx, 2 de desembre de 1914 - Nova York, 23 d'octubre de 2002) va ser un lletrista i dramaturg estatunidenc que, amb la seva col·laboradora de molts anys Betty Comden, va escriure els guions i les cançons d'alguns dels musicals de pel·lícules més estimats, sobretot com a part de la unitat de producció d'Arthur Freed a la Metro Goldwyn Mayer, durant els moments més àlgids del gènere. Molta gent pensava que la parella estava casada, però de fet no eren una parella romàntica. Tot i això, compartien un geni còmic únic i un enginy sofisticat que els va permetre forjar una associació de sis dècades que va produir alguns dels grans èxits de Hollywood i Broadway.

## Biografia
Green va néixer al Bronx de la mà dels immigrants jueus hongaresos Helen (nascuda Weiss) i Daniel Green. Després de l'escola secundària, va treballar com a corredor a Wall Street mentre intentava fer-ho com a actor. Va conèixer Comden a través d'uns amics comuns el 1938 mentre ella estudiava teatre a la Universitat de Nova York. Van formar una tropa anomenada Revuers, que actuava al "Village Vanguard", un club de Greenwich Village. Entre els membres de la companyia hi havia un jove còmic anomenat Judy Tuvim, que més tard va canviar el seu nom per Judy Holliday, i el bon amic de Green, un jove músic anomenat Leonard Bernstein, a qui havia conegut el 1937 en un campament d'estiu on Bernstein era el conseller musical i, els acompanyava sovint al piano. L'èxit de l'acte els va valer una oferta de pel·lícula i els Revuers van viatjar cap a l'oest amb l'esperança de trobar fama a Greenwich Village, una pel·lícula del 1944 protagonitzada per Carmen Miranda i Don Ameche, però els seus papers eren tan petits que amb prou feines es van notar i van tornar ràpidament a Nova York .
El seu primer esforç a Broadway els va associar amb Bernstein per a On the Town, un musical sobre tres mariners en excedència a la ciutat de Nova York que va ser una expansió d'un ballet titulat Fancy Free en què Bernstein havia estat treballant amb el coreògraf Jerome Robbins. Comden i Green van escriure la lletra i el llibre, que incloïen parts importants per a ells. Els seus dos següents musicals, Billion Dollar Baby (1945) i Bonanza Bound (1947) no van tenir èxit, i una vegada més es van dirigir a Califòrnia, on de seguida van trobar feina a MGM.
Van escriure el guió de Good News, protagonitzat per June Allyson i Peter Lawford, The Barkleys of Broadway amb Ginger Rogers i Fred Astaire, i després van adaptar On the Town per a Frank Sinatra i Gene Kelly, desprenent gran part de la música de Bernstein a petició d'Arthur Freed, a qui no li va importar la puntuació de Bernstein.
Es van reunir amb Kelly per al seu projecte més reeixit, el clàssic Singin 'in the Rain, sobre Hollywood en els darrers dies de l'era del cinema mut. Considerat per molts historiadors del cinema com el millor musical de totes les èpoques, va ocupar el lloc número 10 de la llista de les 100 millors pel·lícules americanes del segle XX elaborades per "l'American Film Institute" el 1998. El van seguir amb un altre èxit, The Band Wagon, en què els personatges de Lester i Lily, un equip de marits i esposes que escriuen l'obra de teatre per a l'espectacle, es van dibuixar segons ells mateixos. Van ser nominats dos cops als Oscars, pels seus guions de The Band Wagon i It's Always Fair Weather, ambdós que els van valer un "Screen Writers Guild Award", igual que On the Town.
El seu treball escènic durant els propers anys va incloure la revista "Two on the Aisle", protagonitzada per Bert Lahr i Dolores Grey, Wonderful Town, una adaptació de l'èxit de la comèdia My Sister Eileen, amb Rosalind Russell i Edie Adams com a dues germanes d'Ohio intentant fer a la "Big Apple", Bells Are Ringing,, que els va reunir amb Judy Holliday com a operadora d'un servei de resposta telefònica. La puntuació, inclosos els estàndards "Just in Time", "Long Before I Knew You" i "The Party's Over", va resultar ser un dels seus més rics.
El 1958 van aparèixer a Broadway a A Party amb Betty Comden i Adolph Green, una revista que incloïa alguns dels seus primers esbossos. Va ser un èxit comercial i crític, i van portar una versió actualitzada a Broadway el 1977.
Entre els seus altres crèdits hi ha la versió de Mary Martin de Peter Pan per a Broadway i per a televisió, un Die Fledermaus simplificat per al Metropolitan Opera i musicals escènics per a Carol Burnett, Leslie Uggams i Lauren Bacall, entre d'altres. Entre els seus nombrosos col·laboradors hi havia Garson Kanin, Cy Coleman, Jule Styne i André Previn.
L'equip no va estar exempt de fallades. El 1982, A Doll's Life, una exploració del que va fer Nora després d'abandonar el seu marit a A Doll's House de Henrik Ibsen, va presentar-se només a cinc representacions, tot i que van rebre nominacions al premi Tony pel seu llibre i partitura.
El 1980, Green va ser inclòs al "Songwriters Hall of Fame". I, el 1981, va ser ingressat a "l'American Theatre Hall of Fame". El 1989 va aparèixer com el Dr. Pangloss a l'opereta Candide de Bernstein. Comden i Green van rebre el "Kennedy Center Honors" el 1991.
El seu memorial de Broadway, amb Lauren Bacall, Kevin Kline, Joel Gray, Kristin Chenoweth, Arthur Laurents, Peter Stone i Betty Comden, es va celebrar al "Shubert Theatre" el 4 de desembre de 2002.

## Vida personal
Green va estar casat amb l'actriu Allyn Ann McLerie del 1945 al 1953. La tercera esposa de Green era l'actriu Phyllis Newman, que havia estudiat Holliday a Bells Are Ringing. Es van casar el 1960 i van romandre així fins a la mort de Green el 2002. La parella va tenir dos fills, Adam i Amanda, ambdós autors de cançons.